# سیارک ۱۳۲۸۵
سیارک ۱۳۲۸۵ (به انگلیسی: 13285 Stephicks، نامگذاری:1998QK52) سیزده هزار و دویست و هشتاد و پنجمین سیارک کشف شده‌است که در ۱۷ اوت ۱۹۹۸ کشف شد.
قدر مطلق سیارک برابر ۱۷.۸ است.